# Gardener's Magazine and Register of Rural and Domestic Improvement
Gardener's Magazine and Register of Rural and Domestic Improvement (abreviado Gard. Mag. & Reg. Rural Domest. Improv.) es un libro con ilustraciones y descripciones botánicas que fue escrito por el botánico y arquitecto paisajista escocés John Claudius Loudon y publicado en Londres en 19 volúmenes en los años 1826 a 1844.